# Химочка, Василий Иванович
Васи́лий Ива́нович Хи́мочка (28 декабря 1950, с. Староказачье Одесской области — 14 июня 2016) — украинский художник, член Национального союза художников Украины (с 1992 года).

## Биография
Родился в с. Староказачье Белгород-Днестровского района Одесской области. В 1970 году окончил Одесское художественное училище им. М. Б. Грекова, в 1978 году — Львовский государственный институт прикладного и декоративного искусства. Работал в области живописи, графики, монументального искусства.

## Основные произведения
- «Кружево звуков», гобелен, средняя школа № 5, Боярка, 1985.
- Роспись станции метро «Минская», энкаустика, художник-исполнитель , 1982.
- «Страна берёзового ситца», резьба по дереву, музей Сергея Есенина, Рязань, Россия.
- Мозаика в профилактории ВАЗа, Тольятти.
- «Луна в пространстве», Киев, музей Киево-Могилянской академии.
- Портрет Павла Загребельного, 2000.
- Портрет Виктора Ющенко, 2000.
- «Пророк Моисей и Аарон» — роспись купола колокольни Софии Киевской, Киев, 2001
- Роспись лестницы Михайловского собора, Киев, 2002

## Семья
- Брат — Степан Иванович Химочка (род. 25.12.1937) — украинский и российский художник.
- супруга Бут Людмила Александровна (род.19.03.1953)
- сын Бут Дмитрий Леонидович (род. 16.11.1974)
- сын Химочка Иван Васильевич (род. 16.09.1986)
- сын Химочка Максим Васильевич (род. 12.04.1989)
- внучка Бут Анастасия Дмитриевна (род. 17.07.2012)